# Vlkolinec
Vlkolinec (szlovákul Vlkolínec) Rózsahegy városrésze Szlovákiában, a Zsolnai kerületben.

## Fekvése
Elzárt hegyi település a Nagy-Fátrában, a Sidorovo hegy alatt, 718 m-es tengerszint feletti magasságban. Rózsahegyről Besztercebánya irányába haladva Fehérpataknál (Biely Potok) lehet eljutni a faluba. Hrabovo síközponttól gyalog közelíthető meg.

## Története
1376-ban említik először mint Rózsahegy egyik utcáját. 1625-ben 9 lakóháza volt.
A 18. század végén Vályi András így ír róla: „VLKOLINECZ. Tót falu Liptó Várm. földes Ura a’ K. Kamara, lakosai többfélék, fekszik Rozenberghez közel, mellynek filiája; határja meglehetős.”
1828-ban 51 lakóháza volt.
Fényes Elek 1851-ben kiadott geográfiai szótárában így ír a faluról: „Vlkolenicze, Liptó vm. tót f. vagy is máskép egy utczája Rosenbergnek, 335 kath. lak.”
Lakossága 1910-ben 278 fő volt, ebből 67 fő magyar, a többi szlovák. A trianoni diktátumig Liptó vármegye Rózsahegyi járásához tartozott.
1944-ben a német hadsereg felgyújtotta a partizánok elleni harcok során. 1977-ben emlékhellyé nyilvánították, 1993-ban egyedi faházai miatt az UNESCO a világörökség részévé nyilvánította. Lakossága 2002-ben 209 volt, ebből 12 magyar, 197 szlovák.

## Nevezetességei
Vlkolinecet az útikönyvek a Felvidék leglátványosabb hagyományos építkezésű településeként emlegetik. Tulajdonképpen kis hegyi falu, a városközponttól távol, mely szinte változatlanul megőrizte a jellegzetes hegyi falvak építészeti és kulturális sajátosságait, erre tekintettel szerepel a világörökségi helyszínek listáján. Nem skanzen, hanem lakóhely, ahol ma is élnek. A faluban 45 jellegzetes, kőalapú, agyaggal kent falú, zsindelyes paraszti kis ház látható.
Minden ház fából készült, csak a falu temploma épült kőből. A 19. században épült házak egyedi alaprajzzal, három helyiséggel rendelkeznek. Előszobájuk padlója vert agyag, a lakószoba padlózott. A kemence az előszobában van, a füst a nyerges zsindelytető nyílásán távozik.
Vlkolinec látnivalója még katolikus temploma, melyet 1875-ben építettek fel és Szűz Mária látogatásának van szentelve. Közvetlenül előtte egy kis harangláb magasodik, melyet 1770-ben emeltek.
A falucska minden esztendő augusztusában folklórfesztivál színhelye.

## Képek

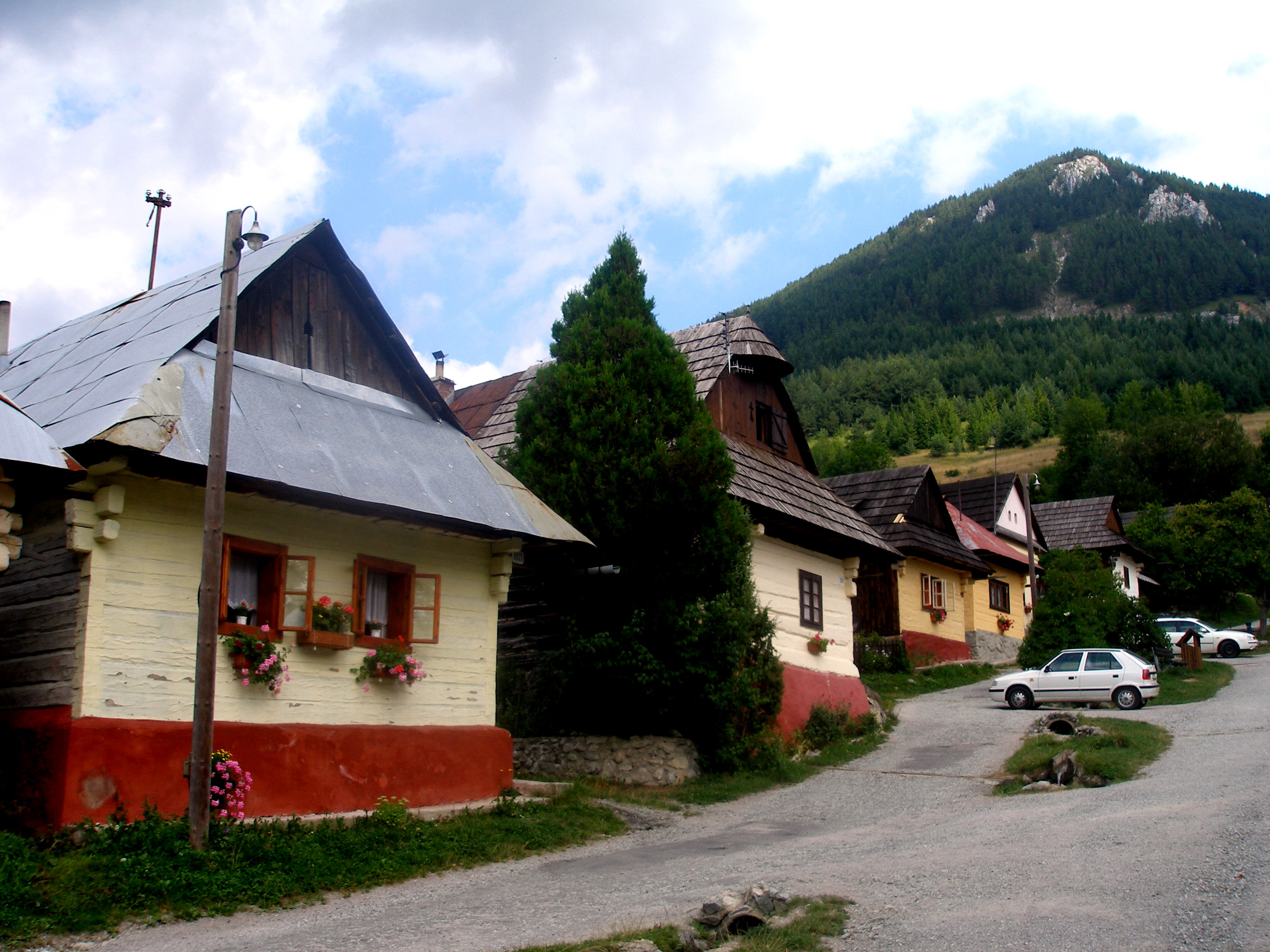
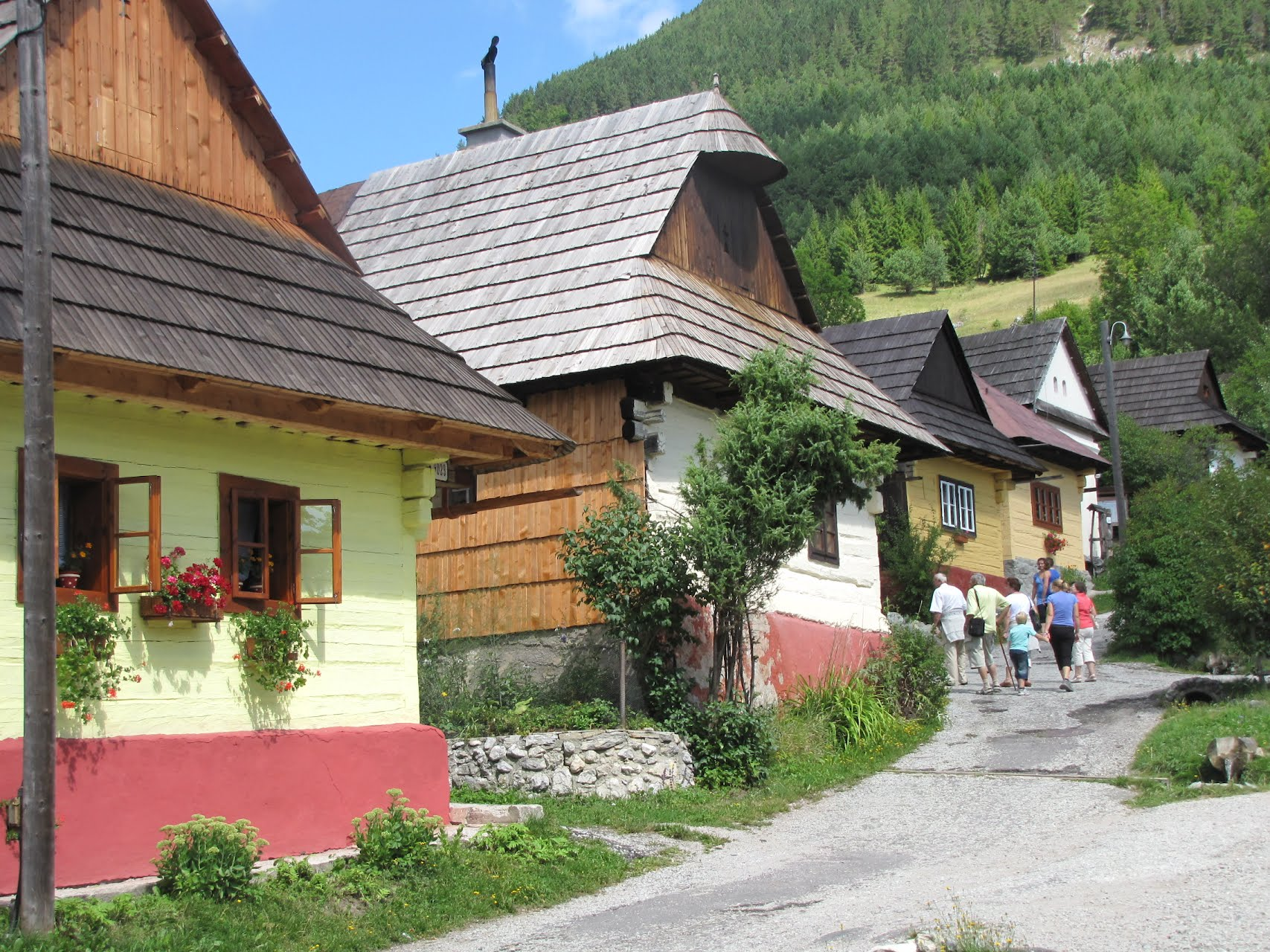
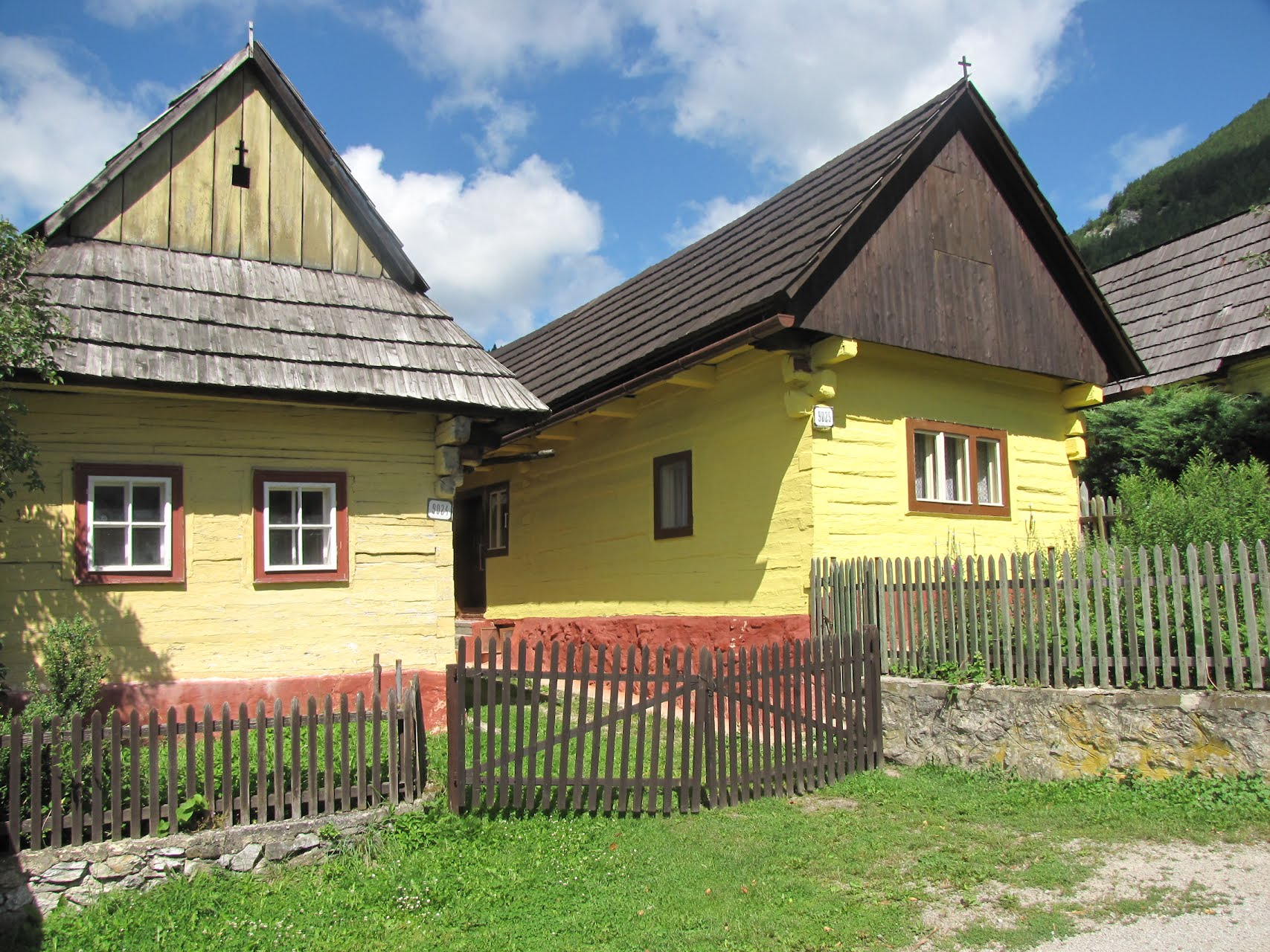
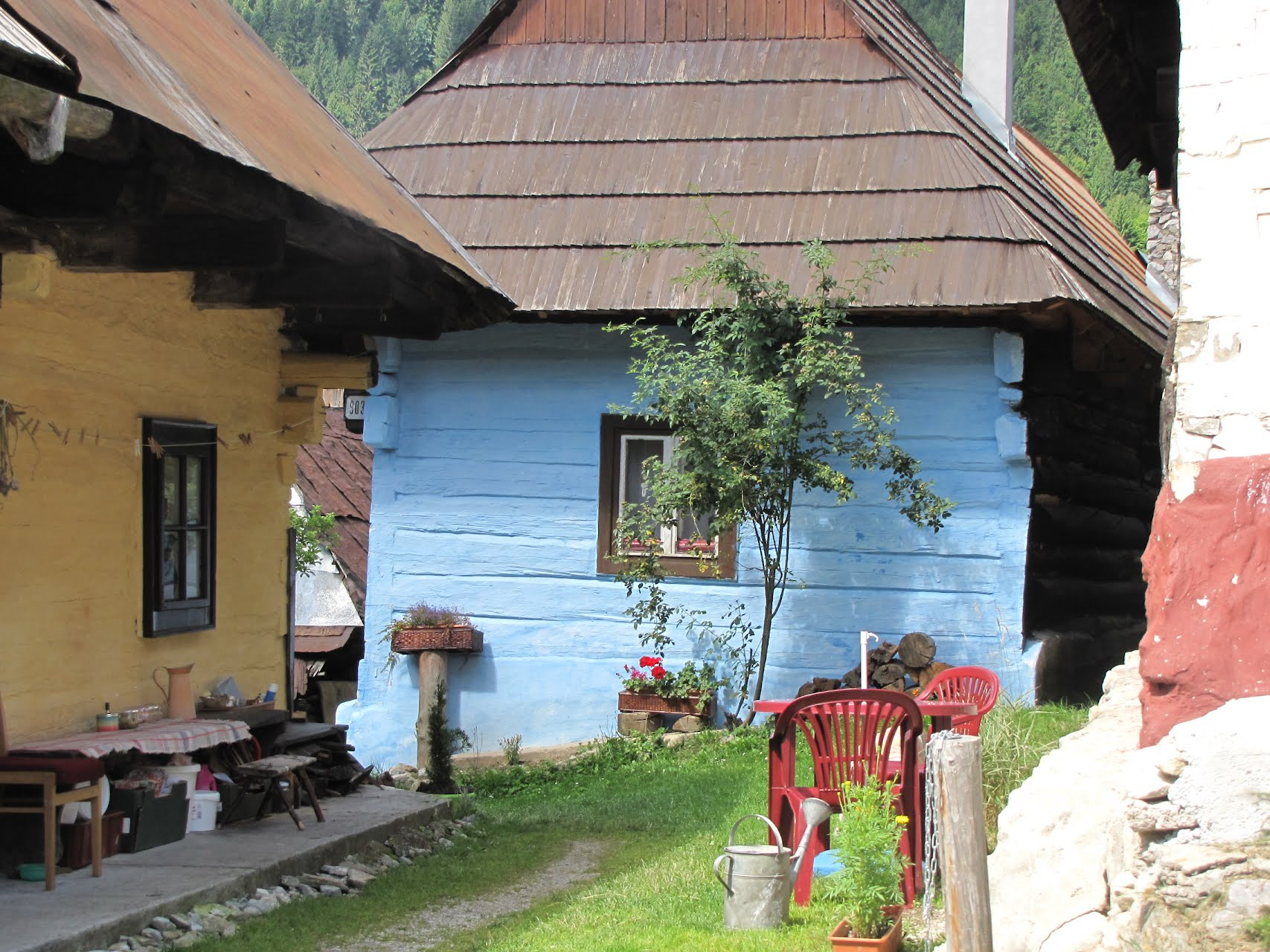
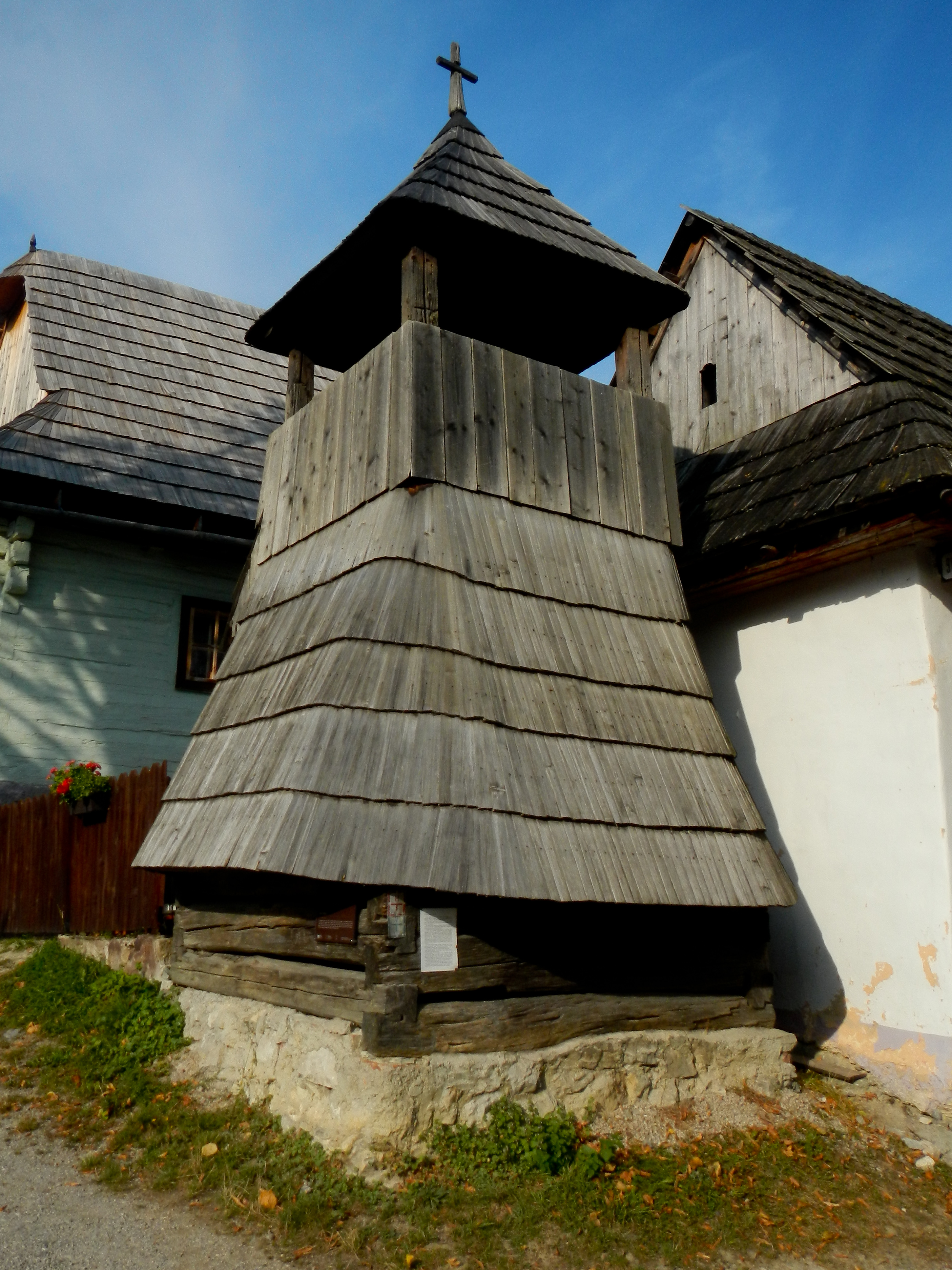
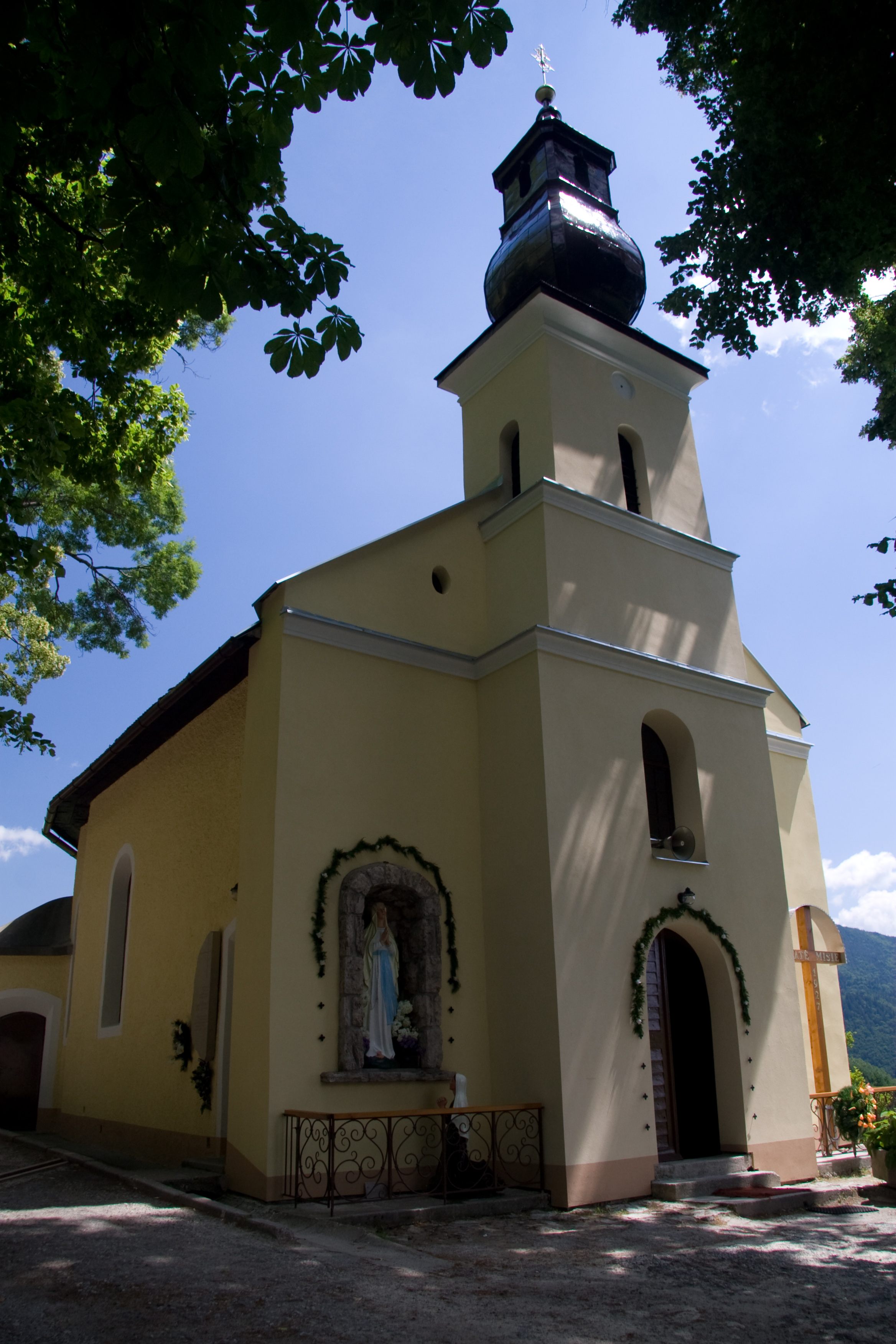
Sarlós Boldogasszony-templom